# Тапия, Хосе
Хосе́ Та́пия (исп. José Tapia; 19 февраля 1905, Виго, Галисия — неизвестно) — кубинский футбольный тренер. Возглавлял сборную Кубы на чемпионате мира 1938 года.

## Тренерская карьера
Хосе Тапия тренировал сборную Кубы в 1938 году и квалифицировался вместе с ней на чемпионат мира. Это произошло автоматически в связи с тем, что сборные Колумбии, Коста-Рики, Нидерландской Гвианы, Сальвадора, Мексики и США снялись с отборочного турнира из-за переноса турнира во Францию. Перед началом турнира Тапия говорил в интервью, что у его сборной «нет безмерных амбиций» и сборная вернётся домой довольной, если займёт достойное место. В 1/8 финала кубинцам предстояло встретиться со сборной Румынии. Тапия вызвал на турнир всего 15 футболистов, в отличие от других сборных, заявивших 20 игроков. Кроме того, никто из них ранее не бывал за пределами Кубы и не участвовал в международных соревнованиях. В связи с этим в стане соперника царила расслабленная атмосфера, а тренер румын Александру Сэвулеску заявлял, что его команда забьёт не менее 7 голов в ворота кубинцев. Однако по итогам 1/8 финала Куба произвела сенсацию, в первом матче сыграв вничью 3:3 и два дня спустя одержав победу в дополнительном матче со счетом 2:1. В 1/4 финала кубинская сборная была разгромлена 0:8 сборной Швеции и покинула турнир.